# Ancien 1er arrondissement de Paris
L'ancien 1er arrondissement de Paris le premier des douze arrondissements de Paris créés en 1795 et ayant existé jusqu'en 1860, année de l'agrandissement de Paris et de la réorganisation en vingt arrondissements, par la loi du 16 juin 1859.

## Emplacement et délimitation
Le 1er arrondissement se situait sur la rive droite de Paris, représentant une large superficie de l'ouest de la ville, de 568 hectares (5,68 km2). Il était délimité par les murs de la ville à l'ouest et au nord, par la Seine au sud et par le 2e arrondissement à l'est :
- barrière de Passy no 19
- chemin de ronde (emplacement des no 56 à 64 de l'avenue de New-York puis ligne perpendiculaire à la Seine jusqu'à l'emplacement du Square de Yorktown)
- Barrière Sainte-Marie no 20
- boulevard Sainte-Marie (actuelle avenue Kléber)
- barrière de l'Étoile no 23 (actuelle place Charles-de-Gaulle)
- rue du Faubourg-du-Roule (actuelle avenue de Wagram)
- barrière du Roule no 24 (actuelle place des Ternes)
- boulevard de Courcelles
- barrière de Clichy (actuelle place de Clichy)
- rue de Clichy
- rue de la Chaussée-d'Antin
- rue Louis-le-Grand
- rue Neuve-des-Petits-Champs
- place Vendôme
- rue Saint-Honoré
- place du Palais-Royal
- rue Froidmanteau
- guichet Froidmanteau
- quai du Louvre
- quai des Tuileries
- quai de la Conférence (actuel Cours la Reine)
- quai Debilly (actuelle avenue de New-York)

Plan des 12 arrondissements de Paris entre 1795 et 1849 figurant les 48 quartiers.

- barrière de Passy.

## Historique
Le 1er arrondissement est créé par la loi du 19 vendémiaire an IV (11 octobre 1795), en application de l'article 19 de la constitution du 5 fructidor an III (22 août 1795). Il est initialement dénommé « première municipalité » et est issu du regroupement de quatre des 48 sections créées en 1790 : Tuileries, Champs-Élysées, Piques (ou de la Place-Vendôme) et République (ou du Roule).
En 1850, le préfet de police divise le 1er arrondissement en cinq sections qui seront appelées communément quartiers : quartier du Roule, quartier des Champs-Élysées, quartier de la Madeleine, quartier des Tuileries et quartier de l'Élysée.
En 1860, lors de l'extension des limites de Paris, l'ancien 1er arrondissement est partagé entre les nouveaux 1er 2e, 8e, 9e et 16e arrondissements.

## Quartiers

### De 1811 à 1849
De 1811 à 1849, le 1er arrondissement était divisé en quatre quartiers :
1. quartier des Tuileries[note 1] ;
2. quartier des Champs-Élysées[note 2] ;
3. quartier du Roule[note 3] ;
4. quartier de la Place-Vendôme[note 4].

### De 1850 à 1860
De 1850 à 1860, le 1er arrondissement est divisé en cinq quartiers :
1. quartier des Tuileries ;
2. quartier de la Madeleine ;
3. quartier de l'Élysée ;
4. quartier des Champs-Élysées ;
5. quartier du Roule.

## Administration
La mairie a occupé quatre emplacements différents
En 1793, l'hôtel de Lastour, no 94 Faubourg-Saint-Honoré, confisqué au couple David de Lastours et Marie-Flore de Courcelles à la Révolution, est affecté à la section du Roule puis à l'État-civil de l'arrondissement dès 1795. En janvier 1796, il devient le siège de la première municipalité jusqu'à sa restitution à Madame de Lastours en mai 1802.
La mairie est alors transférée au no 18 rue d'Aguesseau, dans l'hôtel de la Cropte-Sainte-Abre. C'est l'architecte de la Ville de Paris, Jacques Molinos, qui est chargé des travaux d'appropriation.
Durant le mois de janvier 1811, la municipalité revient s'installer rue du Faubourg-Saint-Honoré, mais cette fois au no 14, dans un hôtel loué au jurisconsulte Charles-Pierre Vignon. Elle y reste jusqu'en avril 1835.
Lorsque meurt le marquis Érasme Gaspard de Contades, petit-fils du doyen des Maréchaux de France à la Révolution, en 1834, la Ville de Paris rachète l'hôtel familial situé au no 11 rue d'Anjou-Saint-Honoré pour y installer la mairie du 1er arrondissement. Le bâtiment est devenu en 1860 le siège du nouveau 8e arrondissement, qu'il est resté jusqu'en 1926.

### Maires du1erarrondissement
| Période | Identité                                   |
| ------- | ------------------------------------------ |
| 1795    | M. Toutin                                  |
| 1799    | Pierre Garnot                              |
| 1800    | Charles Huguet-Montaran,                   |
| 1807    | Baron Frédéric-Pierre Lecordier,           |
| 1830    | Antoine Lefort                             |
| 1838    | François Marcellot                         |
| 1843    | Pierre-Eugène Cottenet,                    |
| 1848    | Alexandre-Louis-Adolphe Durand-Saint-Amand |
| 1848    | Antoine Despeux                            |
| 1849    | Édouard Frottin                            |

## Démographie
| 1793 | 1800   | 1806 | 1817   | 1821 | 1831   |
| ---- | ------ | ---- | ------ | ---- | ------ |
| -    | 39 603 | -    | 52 421 | -    | 66 793 |

| 1836   | 1841   | 1846    | 1851    | 1856    | - |
| ------ | ------ | ------- | ------- | ------- | - |
| 82 758 | 88 446 | 108 019 | 107 264 | 123 915 | - |

## Évolution

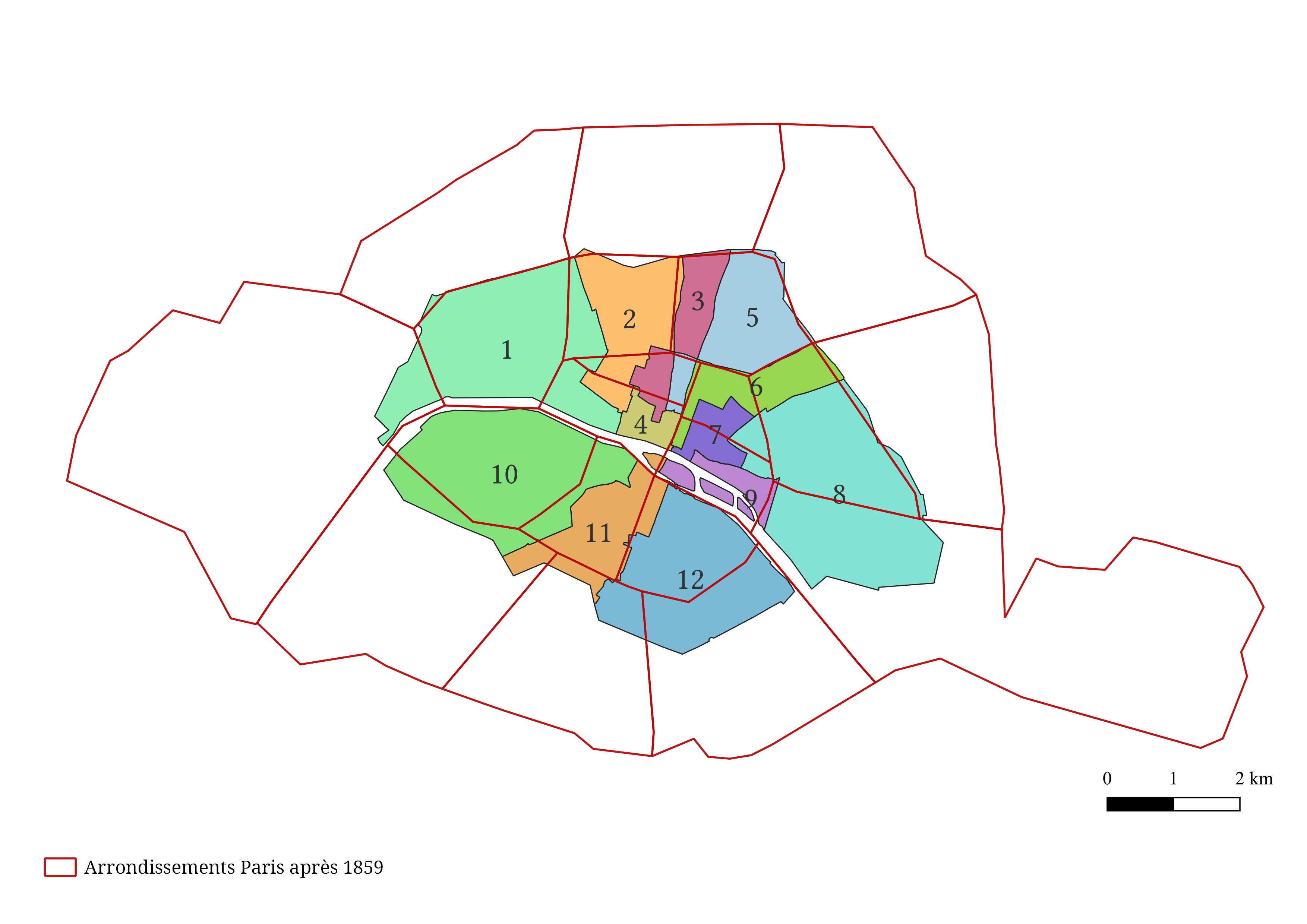
Superposition des anciens arrondissements avec les nouveaux d'après 1859 (en rouge).

En 1860, le premier arrondissement ancien disparaît dans le cadre de l'agrandissement de Paris et de son découpage en vingt nouveaux arrondissements, en application de la loi du 16 juin 1859. Son territoire est intégralement intégré au nouveau 8e arrondissement et, en partie, aux 1er, 2e, 9e et 16e arrondissements.